# Джигава
Джигава (англ. Jigawa State) — штат на півночі Нігерії. 18-й за площею та 8-й за населенням штат Нігерії. Адміністративний центр штату — місто Дуце.

## Історія
Утворений 27 серпня 1991 року. Агітацію за створення штату очолив Малам Інува-Дуце, колишній комісар з сільського господарства та природних ресурсів в старому штаті Кано (до складу якого входять нинішні штати Кано і Джигава) під час губернаторства Альхаджі Ауду Бако в 1970-х, однак, після військового перевороту 1975 року процес затягнувся. Наступна спроба відбулася в кінці 1980-х років, і знайшла підтримку середовищ населення Джигава. На щастя, переможний момент стався у серпні 1991 року, під час військового режиму президента Ібрагіма Бадамасі Бабангіди. Спроба увінчалася успіхом, більшість місцевих органів влади, представлених у первісному звіті про створення штату, були поетапно скасовані і введені нові.
На території штату діють закони шаріату.

## Адміністративний поділ
Адміністративно штат поділяється на 27 територій місцевого управління:
- Ойо
- Бабура
- Біриніва
- Бірнін Куду
- Буджі
- Дуце
- Гагарава
- Гаркі
- Гумель
- Гурі
- Гварам
- Гвіва
- Хадея
- Яхун
- Кафін Хоса
- Когама
- Казорія
- Кірі Касама
- Кьява
- Майгатарі
- Малам Мадора
- Міга
- Ринджим
- Роні
- Сулі Танкаркар
- Тора
- Янкваші

## Економіка
Штат Джигава — бідний сільськогосподарський штат Нігерії.